# غيوم ميسو
غيوم ميسو (مواليد 6 يونيو 1974 في أنتيب- فرنسا)، هو كاتب وروائي فرنسي. أحد أشهر المؤلفين الفرنسيين المعاصرين، وتحتل كتبه قوائم أفضل المبيعات هذه الأيام. دأب ميسو منذ طفولته على قراءة الكتب والمسرحيات، حتى أصبحت لديه قناعة حقيقية بأنه سوف يكون روائيا يومًا ما.
غادر ميسو بلده إلى الولايات المتحدة في سن التاسعة عشر، وأقام في ولاية نيويورك لعدة أشهر مع بعض المغتربين، معتمدًا على بيع الآيس كريم كوسيلة لاكتساب رزقه! عاد إلى وطنه فرنسا وعقله مليء بأفكار عديدة للروايات.
صدرت أولى رواياته في 2001 ولم تحقق النجاح المطلوب، ثم تتابعت أعماله الناجحة بعد ذلك حتى صار من أشهر مؤلفي فرنسا. ترجمت بعض رواياته إلى أكثر من عشرين لغة، وحوُلت بعض رواياته إلى افلام سينمائية مثل رواية "هل ستكون هناك؟" بلغ إجمالي مبيعات كتبه 1.405.500 نسخة سنة 2013 

## مؤلفات غيوم ميسو
| اسم العمل             | سنة النشر |
| --------------------- | --------- |
| Skidamarink           | 2001      |
| وبعد                  | 2004      |
| أنقذني                | 2005      |
| هل ستكون هناك؟        | 2006      |
| لأنني أحبك            | 2007      |
| عائد لأبحث عنك        | 2008      |
| كيف سأكون من دونك ؟   | 2009      |
| فتاة من ورق           | 2010      |
| نداء الملاك           | 2011      |
| بعد سبع سنوات         | 2012      |
| غدا                   | 2013      |
| سنترال بارك           | 2014      |
| اللحظة الراهنة        | 2015      |
| فتاة بروكلين          | 2016      |
| شقّة في باريس          | 2017      |
| الفتاة الصغيرة والليل | 2018      |
| حياة الكاتب السرية    | 2020      |
| الحياة رواية          | 2020      |
| ￼انجيليك              | 2023      |

## روابط خارجية
- غيوم ميسو على موقع IMDb (الإنجليزية)
- غيوم ميسو على موقع ميوزك برينز (الإنجليزية)
- غيوم ميسو على موقع ديسكوغز (الإنجليزية)
- غيوم ميسو على موقع قاعدة بيانات الفيلم (الإنجليزية)